# Pistolet maszynowy FNAB-43
FNAB-43 – włoski pistolet maszynowy kalibru 9 × 19 mm Parabellum.

## Historia
Podstawowym pistoletem maszynowym włoskiej armii w czasie II wojny światowej była Beretta M1938. Był to jeden z najbardziej udanych wzorów włoskiej broni, ale nie pozbawiony wad. Do najważniejszych należała technologia produkcji tego pistoletu maszynowego (oparta głównie na frezowaniu). Jak na pistolet maszynowy Beretta M1938 posiadała też zbyt dużą długość.
W 1943 roku w firmie Armaguerra Cremona rozpoczęto produkcję pistoletu maszynowego FNAB-43. Był to jeden z najciekawszych pistoletów maszynowych II wojny światowej. W odróżnieniu od innych pistoletów maszynowych skonstruowanych w czasie wojny, których konstruktorzy starali się otrzymać broń prostą i łatwą do masowej produkcji, FNAB-43 był konstrukcją bardzo wyszukaną.
Dzięki zastosowaniu zamka półswobodnego udało się uzyskać niską szybkostrzelność teoretyczną, co zaowocowało dużą stabilnością pm FNAB-43 przy strzelaniu seriami i w rezultacie niskim rozrzutem. Dzięki temu że strzelał on z zamka zamkniętego bardzo celny był także ogień pojedynczy. Dzięki zastosowaniu składanej kolby i składanego do przodu magazynka miał małe rozmiary po złożeniu, co ułatwiało przenoszenie (konstrukcja zamka i gniazda magazynka była wzorowana na węgierskim pistolecie maszynowym Danuvia 39M).
Pomimo tych zalet FNAB-43 był produkowany tylko w latach 1943–44. Skomplikowane mechanizmy były trudne i drogie w produkcji. Tymczasem armia Włoskiej Republiki Socjalnej utworzona na północy Włoch była w rozpaczliwej sytuacji i potrzebowała dostaw dużych ilości broni, której jakość była cechą drugorzędną. Dlatego po wyprodukowaniu ok. 7000 sztuk pistoletu FNAB-43 produkcję zakończono.

## Opis techniczny
Pistolet maszynowy FNAB-43 był bronią samoczynno-samopowtarzalną (na ogień pojedynczy i ciągły) działającą na zasadzie wykorzystania energii zamka półswobodnego, strzelającą z zamka zamkniętego. Rękojeść przeładowania poruszała się w wycięciu z prawej strony komory zamkowej. Broń zasilana jest z magazynków pudełkowych (gniazdo magazynka składane do przodu). Kolba składana pod spód broni. Lufa w metalowej osłonie. Końcowy odcinek osłony pełnił rolę osłabiacza odrzutu i podrzutu.